# Tychaedon
Genre
Tychaedon est un genre d'oiseaux de la famille des Muscicapidae.

## Liste d'espèces
Selon la classification de référence du Congrès ornithologique international (15.1, 2025) (ordre phylogénique) :
- Tychaedon coryphoeus (Vieillot, 1817) – Agrobate coryphée
- Tychaedon signata (Sundevall, 1850) – Agrobate brun
- Tychaedon leucosticta (Sharpe, 1883) – Agrobate du Ghana
- Tychaedon quadrivirgata (Reichenow, 1879) – Agrobate à moustaches
- Tychaedon barbata (Hartlaub & Finsch, 1870) – Agrobate barbu